# Courage of Lassie
Courage of Lassie (br A Coragem de Lassie) é um filme estadunidense de 1946 do gênero Aventura, dirigido por Fred McLeod Wilcox para a MGM. O protagonista da história não é Lassie mas um cão chamado Bill (na verdade um collie chamado "Pal" que foi creditado nos letreiros como Lassie), que teria as mesmas qualidades da famosa estrela canina. Desconsiderando-se esse detalhe, foi o terceiro de um total de sete filmes da produtora MGM da série com Lassie.  O primeiro filme foi Lassie Come Home e a sequência se chamou Son of Lassie. Filmado em Technicolor.
Courage of Lassie foi o segundo filme de Elizabeth Taylor (que tinha quatorze anos de idade) com "Lassie", pois ela havia aparecido em Lassie Come Home num papel menor. Foi o primeiro sucesso de bilheteria da atriz. George Cleveland, o "velho" que aparece na cena de abertura, se tornaria o astro da série de televisão de 1954 de Lassie.
O filme teve locações em Railroad Creek no Lago Chelan, próximo de Holden Village no Estado americano de Washington.

## Elenco
- Pal (nos letreiros, Lassie)...Bill
- Elizabeth Taylor...Kathie Merrick
- Frank Morgan...Harry MacBain
- Selena Royle...Senhora Merrick
- Catherine McLeod...Alice Merrick
- David Holt...Pete Merrick
- Tom Drake...Sargento Smitty
- Bill Wallace...Sargento Mac
- Harry Davenport...juiz Payson
- George Cleveland...Velho, dono da mãe de Bill

## Sinopse
Um filhote de collie se perde da mãe na floresta e é obrigado a crescer longe dos homens. Entra em contato com vários animais, como um gambá, uma raposa e um cervo e se torna companheiro de um urso e um corvo (que o avisa dos perigos, tais como águias, lince e coiotes). Em suas explorações o cão chega até um lago no qual vivem sitiantes ao redor. É visto pela jovem Kathie Merrick, que o segue e se admira com a amizade que tem com os animais. O collie então é confundido com um animal de caça e é ferido por chumbo disparado pelos irmãos de Kathie. A menina o socorre e com a ajuda do velho senhor MacBain, o cão consegue se restabelecer. Kathie resolve chamá-lo de Bill e junto com MacBain ela consegue fazer com que o cão ajude no pastoreio de ovelhas. O cão sofre um acidente e acaba sendo separado de Kathie. É levado para uma base do Exército onde é treinado para missões de combate. Em seguida, o cão é enviado para a guerra contra os japoneses, acompanhando o seu treinador, o jovem sargento Smitty.